# Heinrich Heise (Theologe)

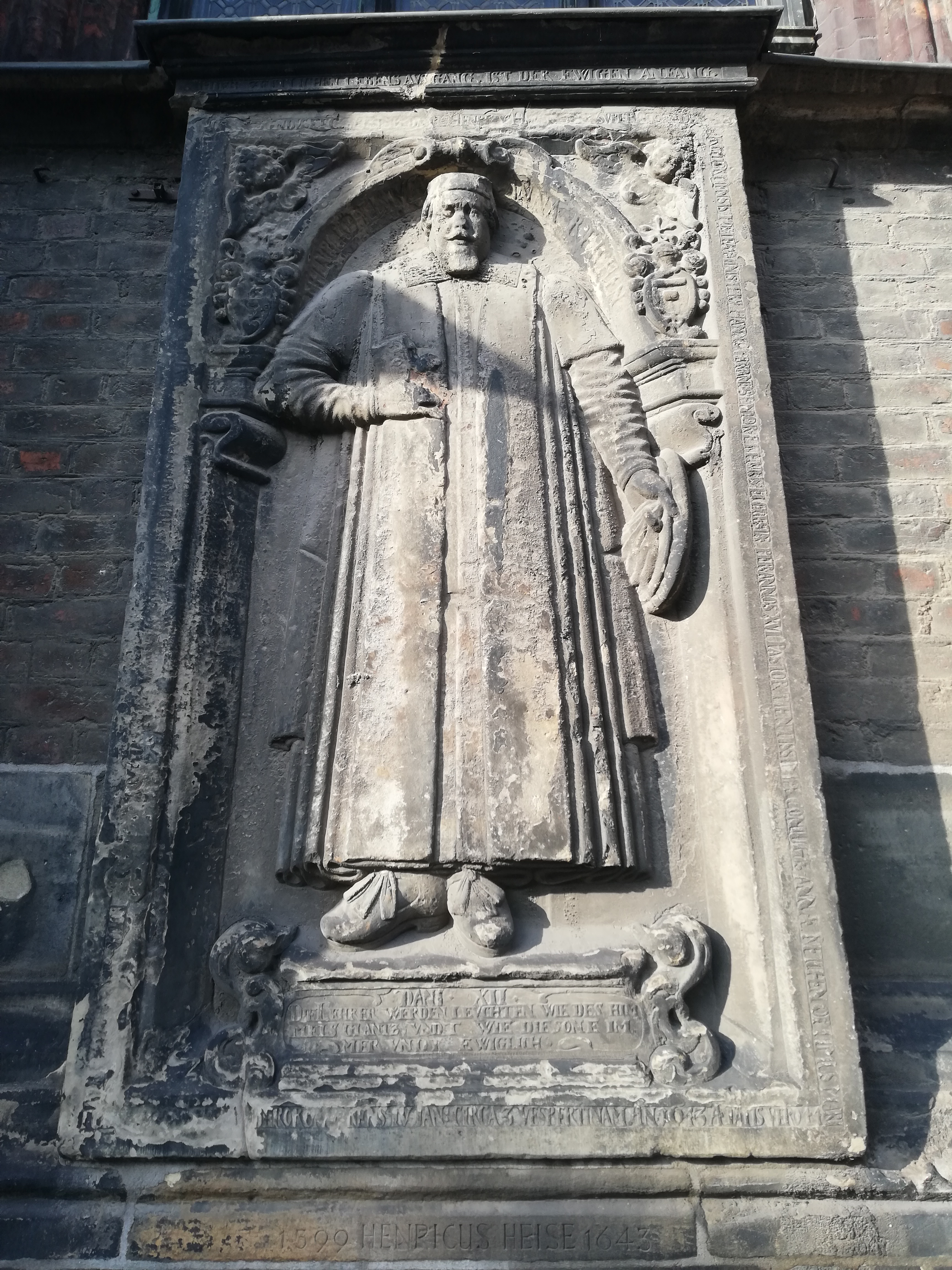
Epitaph mit Familien-Wappen des Hinricus Heise an der Ostwand der Marktkirche außen hinter dem Altar

Heinrich Heise (auch: Magister Henrici Heisii und Henricus Heise sowie Henrico Heisio; * 10. August 1599  in Adelebsen; † 4. Januar 1643 in Hannover) war ein deutscher evangelischer Pastor und Theologe.

## Leben
Heinrich Heise wurde „am Tage S. Laurentii“ 1599 als Sohn des Adelebsener Richtschulzen Hans Heisen und dessen Ehefrau Anna Röermanns geboren. Nach seiner Taufe besuchte er zunächst die Adelebsener Schule. Seine Eltern sandten ihn anschließend auf die Gymnasien in Göttingen und Bremen, sein Vater dann auf eigene Kosten vier Jahre lang an die Universität Jena sowie die Hochschulen in Gießen und zuletzt an die Hohe Schule in Helmstedt, an der er 1620 zum Magister promoviert wurde.
1621 übernahm Heise die vakante Stelle als Rektor im Kloster Reiffenberg. Im Folgejahr 1622 wurde er zum Konrektor des Consistoriums in Wolfenbüttel beordert und von dort aus 1624 als Spezial-Superintendent nach Burgdorf im Amt Schladen. Dort heiratete er noch im selben Jahr am Tag St. Medard Anna Reiche, Tochter des Burgdorfer Erbsassen Andreas Reichen. Das Ehepaar bekam acht Kinder; vier Töchter und vier Söhne, von denen jedoch jeweils zwei noch im Kindesalter starben.
1627 floh die Familie Heise, darunter auch Heises Schwiegermutter, wie auch viele andere Überlebende der Überfälle während des Dreißigjährigen Krieges ins Exil ins Fürstentum Braunschweig-Wolfenbüttel. Dort wurde er als Nachfolger des verstorbenen Pastors Rupert Erythropel in die Marktkirchen-Gemeinde von Hannover berufen.
Zu seinen letzten Amtshandlungen zählten zwei Predigten am 24. Dezember 1642, bevor ihn eine Übelkeit befiel, von der ihn auch der Aderlass und andere Mittel nicht heilen konnten. Heinrich Heise, den lebenslang eine gewisse körperliche Gebrechlichkeit schwächte, fiel um Neujahr 1643 ins Delirium, starb im Alter von nur 44 Jahren an seinem Wohnsitz seiner Familie in Hannover nachmittags am 4. Januar 1643 und wurde am 10. des Monats beigesetzt.
Heises Epitaph wurde hinter dem Altar außen an der Ostseite der Marktkirche installiert.

## Schriften (Auswahl)
- Henrico Heisio: Der Gläubigen Christen wahrer Trost/ Das ist: Ein Christlicher LeichSermon auß der 1. Joh. 3. v. 2. : Bey dem Begräbnüß deß Weyland Ehrnvesten/ Großachtbarn und Hochgelarten Herrn/ Georgii Türcken deß Eltern/ I.U. Doctoris, fürnehmen Patricii und Rathsverwandten in Hannover. Welcher den 8. Augusti/ Anno 1635. nach langwieriger Kranckheit sanfft und selig eingeschlaffen/ und den 13. Augusti in den Hauptkirchen SS. Iacobi und Georgii bey Vornehmer Volckreicher Versamblung/ mit Christlichen Ceremonien in sein Erbbegräbnüß niedergesetzt/ Gehalten ..., Celle: Druck von Elias Holwein, 1635; Digitalisat über die Staats- und Universitätsbibliothek Göttingen